# Heuréka (film)
A Heuréka (eredeti cím: Eureka) 1983-ban bemutatott brit–amerikai film Nicolas Roeg rendezésében. A film igaz történeten alapul, Sir Harry Oakes 1943-as meggyilkolásának történetét dolgozza fel. A főbb szerepekben Gene Hackman, Rutger Hauer, Mickey Rourke és Joe Pesci látható. 

## Cselekmény
A kanadai rengetegben az aranyásó Jack McCann tizenöt évig szenved a zord időjárástól, az éhségtől, a farkasoktól és a félelemtől. Míg egy nap megtalálja azt, amire mániákusan vágyott: az aranyat. Nem is akármennyit, hiszen két évtizeddel később egy karibi szigeten látjuk viszont a világ talán leggazdagabb embereként. 
De vajon boldog-e mérhetetlen vagyonával az általa Heurékának nevezett sziget-birodalomban? Egykor szép felesége az alkoholba menekült, imádott lánya egy hozományvadász karmaiba került, üzleti partnereiben sem bízhat. Napról napra nő üldözési mániája, amely elkerülhetetlenül tragédiához vezet.

## Szereplők
| Szerep                        | Színész             | Magyar hang (1. szinkron) |
| ----------------------------- | ------------------- | ------------------------- |
| Jack McCann                   | Gene Hackman        | Tordy Géza                |
| Tracy McCann Maillot Van Horn | Theresa Russell     | Györgyi Anna              |
| Claude Maillot Van Horn       | Rutger Hauer        | Rátóti Zoltán             |
| Helen McCann                  | Jane Lapotaire      | Borbás Gabi               |
| Aurelio D’Amato               | Mickey Rourke       | Nagy Ervin                |
| Charles Perkins               | Ed Lauter           | Dunai Tamás               |
| Mayakofsky                    | Joe Pesci           | Szombathy Gyula           |
| Frieda                        | Helena Kallianiotes | Bede-Fazekas Annamária    |
| Pierre de Valois              | Cavan Kendall       | Jakab Csaba               |
| Worsle                        | Corin Redgrave      | Ujréti László             |
| Byron Judson                  | Norman Beaton       | Bezerédi Zoltán           |
| Bíró                          | Emrys James         | Kardos Gábor              |
| Roger                         | James Faulkner      | Rába Roland               |